# Pritchardia glabrata
Espèce
Synonymes
- Pritchardia elliptica Rock & Caum[1]
- Pritchardia lanaiensis Becc. & Rock[1]

Statut de conservation UICN

 EN A1ce+2bcde : En danger
Pritchardia glabrata est une espèce de plantes de la famille des Arecaceae.

## Répartition
Cette espèce n'a été observée que sur l'île Maui à Hawaï.

## Publication originale
- Memoirs of the Bernice Pauahi Bishop Museum.... 8: 42. 1921.